# Guangxi Wealth Financial Center
Guangxi Wealth Financial Center (также известен как Fuya International Financial Center, 富雅国际金融中心) — сверхвысокий 70-этажный небоскрёб, расположенный в новом деловом центре китайского города Наньнин (Гуанси-Чжуанский автономный район), на оживлённой Усян-авеню в районе Лянцин. Построен в 2019 году в стиле модернизма, по состоянию на 2024 год являлся 6-м по высоте зданием города, 93-м по высоте зданием Китая, 109-м — Азии и 168-м — мира. 
Архитектором 311-метровой офисной башни Guangxi Wealth Financial Center выступила китайская фирма Guangzhou Hanhua Architects & Engineers, застройщиком — корпорация China State Construction Engineering, владельцем — Fuya Investment.
На крыше здания имеется вертолётная площадка. Четыре подземных этажа заняты автомобильным паркингом и техническими помещениями. К основной овальной башне примыкает 8-этажное здание G2, занятое офисами, ресторанами и магазинами.    